# Bo Marschner
Bo Marschner, född 12 oktober 1945 i Viborg, är en dansk musikforskare.
Bo Marschner, professor dr. phil., studerade musikvetenskap vid Århus universitet från 1964, magister artium 1971. Gradualavhandlingen "Den danske symfonis historie 1830-90", belönades med universitetets guldmedalj 1970. Från 1997 var han ämnesprofessor i musikvetenskap vid Århus universitet. Emeritus 2009. 
Marschner är specialist på 1800-talets musikhistoria och är i synnerhet känd för sin forskning kring Anton Bruckners symfoniska musik. Han har dessutom verkat inom svensk musikforskning genom föreläsningar, som sakkunnig bedömare vid tillsättning av professurer o likn och som medlem av Högskoleverkets bedömargrupp för en utvärdering av de estetiska utbildningarna vid svenska universitet och högskolor (2007).
Marschner har även gett ut essäsamlingen "En bevægelig fest. Strejftog i campingferiens livsform og landskaber" (2010).